# Ivan Pišút
Ivan Pišút (1935. március 13. – 2017. december 14.) szlovák botanikus, lichenológus, a szlovákiai botanika nesztora.

## Élete
Michal Miloslav Hodža egyenesági leszármazottja volt.
1953-tól Pozsonyban a Szlovák Egyetemen tanult biológiát. Már a tanulmányai elejétől a zuzmók kutatásával foglalkozott, emiatt 1955-ben Prágába ment befejezni a tanulmányait, ahol 1958-ban végzett. Visszatért Pozsonyba és a Szlovák Műemlékvédelmi Intézet munkatársa lett, majd 1961-től a Szlovák Múzeum Természettudományi részlegének lett munkatársa. A mai Természettudományi Múzeumban 1989-ig dolgozott, ahol jelentős mértékben gyarapította az alacsonyabb rendű növénygyűjteményt, mely európai szinten is kiemelkedő. Munkássága kezdetén a régi herbáriumok megmentésével is foglalkozott, többek között Andrej Kmeť Turócszentmártonban lévő herbáriumát. Több mint 5000 tételt csere útján szerzett. Kiállítások társszerzője volt. A múzeumban átlépett a SzTA Botanikai Intézetébe, ahol 1997-ben a tudományok doktora lett.
Több új faj leírója, s felhívta a figyelmet a környezetszennyezés okozta pusztulásra is. Tiszteletére nevezték el a Ivanpisutia oxneri fajt.
A Fórum inteligencie Slovenska. tagja volt.

## Művei
- 1958 Lišajníky rodu Cladonia na Slovensku. Diplomamunka.
- 1983 Botanické výskumy Roberta Townsona na Slovensku v roku 1793. Sborník Slovenského Národného Múzea - Prírodné vedy 29
- 1984 Záhadný zelený lišajník. Bratislava
- 1988 Branislaw Matousek, Ivan Pišút: Zabudnutý bádateľ Robert Townson (Krásy Slovenska, 1988., 12. szám)